# Futgol
Futgol fue un programa de televisión chileno de tipo deportivo emitido entre el 14 de mayo de 1989 al 28 de diciembre de 2003. Contó con la conducción de Alberto Fouillioux y Néstor Isella. Era transmitido los domingos aproximadamente a la medianoche por Canal 13. En Futgol se comentaban los resultados y partidos de los clubes pertenecientes al fútbol chileno y las principales ligas del mundo.

## Conductores
- Alberto "Tito" Fouillioux (mayo 1989-noviembre 2000)
- Néstor Isella (abril 1990-diciembre 2001)
- Mario Mauriziano (marzo 2002-diciembre 2003)

## Periodistas
- Héctor Alarcón Manzano (1989-1991)
- René Cortés Molina (1989-1993)
- Eduardo Tastets Díaz (1990-1991)
- Patricio Oñate (1993-2002)
- José Ignacio Montes (1993-2002)
- Alberto Fouillioux Mosso (1993-1996)
- Sebastián Bresciani (1993-1997)
- Salvador Borbolla (1993-1996)
- Francisco Armas (1994-1996)
- Pablo Flamm Zamorano (marzo 1997-diciembre 2002)
- Cristián Briceño (julio-diciembre 1998)
- Daniel Salvador (1998-2000)
- Nicolás González (1998-1999)
- Deborah Bailey Vera (1999-enero 2000)
- Manuel de Tezanos (2002)
- Ignacio Valenzuela (marzo 2002-diciembre 2003)